# Nuevobius cavicolens
Nuevobius cavicolens är en mångfotingart som beskrevs av Chamberlin 1941. Nuevobius cavicolens ingår i släktet Nuevobius och familjen stenkrypare. Inga underarter finns listade i Catalogue of Life.